# Hamamköy, Hisarcık
Hamamköy là một xã thuộc huyện Hisarcık, tỉnh Kütahya, Thổ Nhĩ Kỳ. Dân số thời điểm năm 2008 là 452 người.